# Wilbrandia glaziovii
Wilbrandia glaziovii är en gurkväxtart som beskrevs av Célestin Alfred Cogniaux. Wilbrandia glaziovii ingår i släktet Wilbrandia och familjen gurkväxter. Inga underarter finns listade i Catalogue of Life.